# Шулявська вулиця
Шуля́вська ву́лиця — вулиця в Шевченківському районі міста Києва, місцевість Шулявка. Пролягає від вулиці Віктора Ярмоли до Берестейського провулку.
Прилучаються вулиця Богдана Гаврилишина та Тбіліський провулок.

## Історія
Вулиця виникла у 2-й половині XIX століття під такою ж назвою (від місцевості Шулявка, через яку вона проходить). У 1955 році набула назву Тбіліська. Історичну назву вулиці повернуто 1957 року.
На Шулявській вулиці збереглося декілька будинків XIX — початку XX століть (№ 5, 7; цегляний стиль).
Деякий час назву Шулявська мала сучасна вулиця Гетьмана Павла Скоропадського.

## Важливі установи
- Загальноосвітня спеціалізована школа № 102 з поглибленим вивченням англійської мови (буд. № 10/12)
- Міжнародний інститут менеджменту (буд. № 10/12-В)

## Зображення

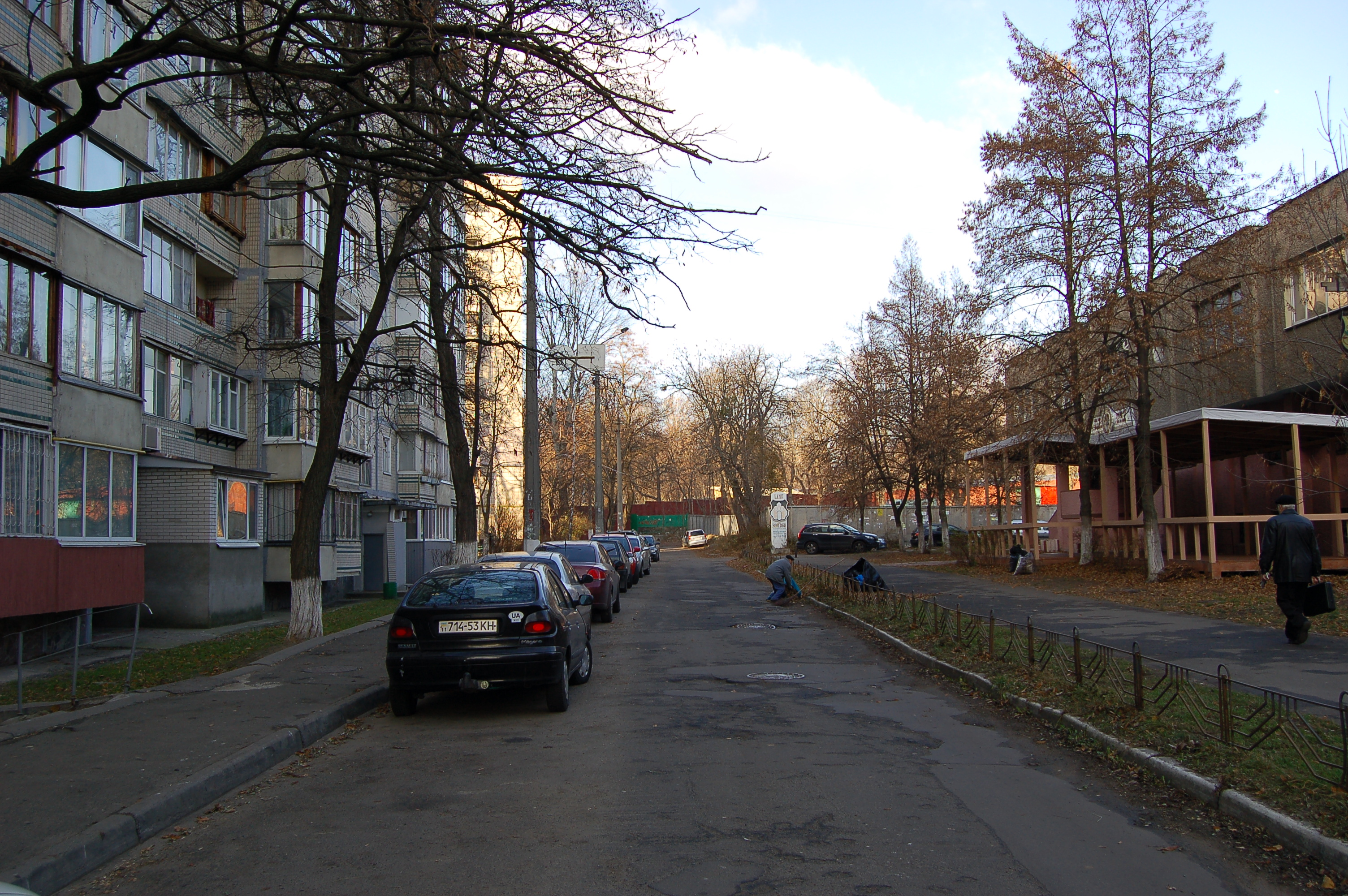
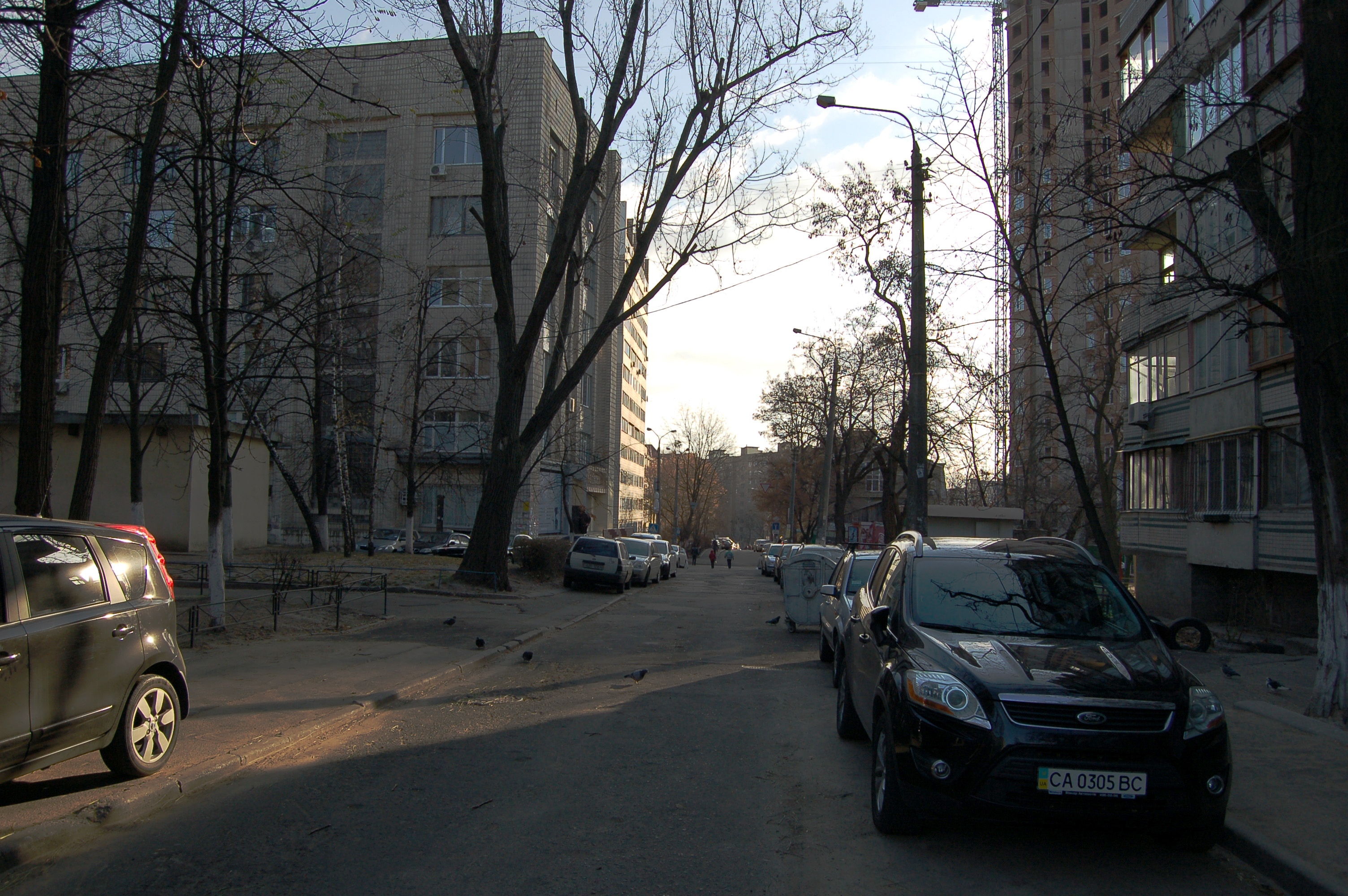